# Colíder
Colíder este un oraș în Mato Grosso (MT), Brazilia.